# Pat Benatar
Pat Benatar, właśc. Patricia Mae Giraldo z domu Andrzejewski, primo voto Benatar (ur. 10 stycznia 1953 w Nowym Jorku) – amerykańska wokalistka rockowa i popowa polskiego pochodzenia.

## Życie prywatne
Ojciec Pat Benatar, Andrzej Andrzejewski pochodził z rodziny imigrantów z Polski, która przybyła do USA pod koniec XIX wieku, a przodkowie ze strony matki, Mildred Knapp przybyli do Ameryki w XVII wieku. Andrzejewski dorastała w Lindenhurst na Long Island. W 1971 wyszła za mąż za Denisa Benatara. Po ślubie para zamieszkała w Richmond w Wirginii, gdzie Benatar pracowała jako kasjerka w banku. W 1973 porzuciła pracę kasjerki na rzecz występów w restauracjach i klubach muzycznych. W 1975 powrócili do Nowego Jorku. Od tego samego roku para była w separacji. W 1979 Benatar rozwiodła się, a w 1982 poślubiła Neila Giraldo.

## Życiorys

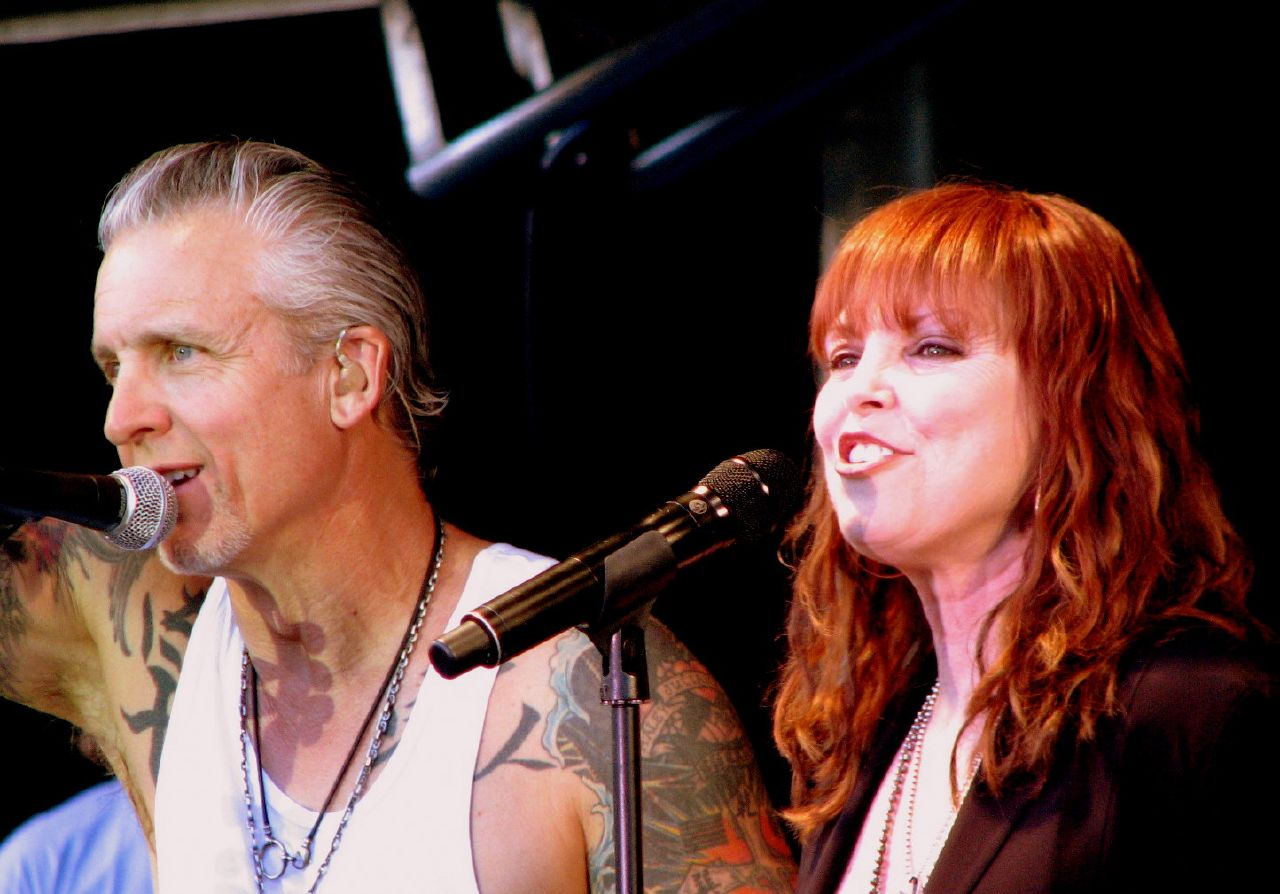
Neil Giraldo i Pat Benatar (2009)

Benatar zanim zainteresowała się rock and rollem uczyła się śpiewu operowego (typ głosu mezzosopran). W połowie lat siedemdziesiątych wokalistka zaczęła występować w lokalnych klubach, najpierw w Richmond, a następnie w Nowym Jorku, spotykając się z entuzjastycznym przyjęciem ze strony publiczności. W 1975 poznała Ricka Newmana, założyciela klubu Catch a rising star na Upper East Side w Nowym Jorku, który został jej menadżerem, oraz została zaangażowana do musicalu science-fiction „The Zinger”, stworzonego przez Harry’ego Chapina, w którym grała rolę Zephira. Sukces odniesiony podczas występów w Catch a rising star spowodował, że w 1978 Pat Benatar podpisała kontrakt z wytwórnią Chrysalis Records. Producent wytwórni Chrysalis Records, Mike Chapman zaproponował stworzenie dla Benatar stałego zespołu pod kierunkiem Neila Giraldo, znanego jako Spyder.
W 1979 ukazał się jej debiutancki album zatytułowany In the Heat of the Night. Płyta dotarła do dwunastej pozycji na amerykańskiej liście bestsellerów i uzyskała status platyny, lansując wielkie przeboje: „Heartbreaker”, „I Need a Lover” i „We Live for Love”.

### Rozkwit kariery
Prawdziwy przełom w karierze gwiazdy miał miejsce jednak w 1980, kiedy to artystka wydała swój drugi studyjny album Crimes of Passion. Album dotarł do pozycji drugiej w Stanach Zjednoczonych i stał się pierwszą w karierze Benatar wieloplatynową płytą, sprzedając się w 10 milionach egzemplarzy. Za Crimes of Passion wokalistka otrzymała nagrodę Grammy. Płyta lansowała kilka singlowych przebojów: „Hit Me with Your Best Shot” (pierwszy singel Benatar, który uzyskał status złotej płyty w Stanach), „Treat Me Right” i „I’m Gonna Follow You”.
Pat Benatar stała się również jedną z pierwszych ikon nowo powstałej stacji telewizyjnej MTV. Jej teledysk do piosenki „You Better Run” był drugim teledyskiem jaki wyemitowała ta stacja. W 1981 Benatar wydała album Precious Time, z którego pochodzą dwa wielkie przeboje: „Promises in the Dark” oraz „Fire and Ice”. Za utwór „Fire and Ice” wokalistka otrzymała kolejną nagrodę Grammy. Album Precious Time uzyskał w Stanach status multiplatynowej płyty i dotarł na sam szczyt tamtejszej listy bestsellerów.
W 1982 Pat Benatar ponownie święciła tryumfy, tym razem za sprawą albumu Get Nervous oraz singli „Shadows of the Night”, „Little Too Late” i „Looking for a Stranger”. Dzięki piosence „Shadows of the Night” Benatar otrzymała kolejną nagrodę Grammy. Kolejny sukces przyszedł w 1983. Wtedy to artystka opublikowała pierwszy w swojej karierze album koncertowy, Live from Earth, na którym znalazły się także dwie premierowe kompozycje. Jedna z nich, „Love Is a Battlefield” została wydana na singlu i stała się największym przebojem w karierze wokalistki. Singel dotarł do Top 5 w Stanach Zjednoczonych i uzyskał status złotej płyty, przekraczając nakład 500 tys. egzemplarzy. Zrealizowany do singla wideoklip stał się jednym z najważniejszych klipów w historii MTV. Za Love Is a Battlefield piosenkarka otrzymała czwartą z rzędu nagrodę Grammy, tym razem dla najlepszej rockowej wokalistki. Płyta Live from Earth dotarła do Top 20 i sprzedała się w ponad milionie egzemplarzy.
W 1984 Benatar powróciła na szczyt z singlem „We Belong” oraz płytą Tropico. Pomimo chłodnego przyjęcia ze strony światowej krytyki, album uzyskał status platyny i lansował jeszcze dwa przeboje: „Diamond Fields” i „Ooh Ooh Song”.

### Dalsza kariera
W połowie lat osiemdziesiątych Benatar coraz bardziej oddaliła się od muzyki rockowej i podążyła w stronę popu. Kolejne jej płyty: Seven the Hard Way (1985) i Wide Awake in Dreamland (1988) cieszyły się już znacznie mniejszą popularnością, chociaż każda z nich uzyskała status złotej płyty i każda lansowała kilka światowych przebojów (m.in. „Invincible” z 1985, czy „All Fired Up” z 1988). W 1989 Benatar wydała pierwszą oficjalną składankę pt. Best Shots. Album uzyskał status platyny, odnosząc także sukces w Wielkiej Brytanii gdzie dotarł do Top 10 tamtejszej listy bestsellerów.
W latach dziewięćdziesiątych Benatar bezskutecznie starała się powrócić na szczyty list przebojów. Płyty: True Love z 1991, Gravity’s Rainbow z 1993 i Innamorata z 1997 przeszły niezauważone. W 2003 Benatar wydała album studyjny Go!, oraz wyruszyła w trasę koncertową po Stanach Zjednoczonych.
W 2022 wprowadzona do Rock and Roll Hall of Fame.

## Dyskografia
- In the Heat of the Night (1979)
- Crimes of Passion (1980, nagroda Grammy)
- Precious Time (1981)
- Get Nervous (1982)
- Live from Earth (1983)
- Tropico (1984)
- Seven the Hard Way (1985)
- Wide Awake in Dreamland (1988)
- Best Shots (1989)
- True Love (1991)
- Gravity’s Rainbow (1993)
- Innamorata (1997)
- Synchronistic Wanderings (1999)
- Go! (2003)

## Największe przeboje
- Heartbreaker (poz. 26 US)
- Hit Me with Your Best Shot (poz. 9 US, złota płyta)
- Treat Me Right (poz. 18 US)
- You Better Run (poz. 42 US)
- Fire and Ice (poz. 17 US, Grammy 1982)
- Promises in the Dark (poz. 38 US)
- Shadows of the Night (poz. 13 US, Grammy 1983)
- Little Too Late (poz. 20 US)
- Looking for a Stranger (poz. 39 US)
- Love Is a Battlefield (poz. 5 US, Grammy 1984, złota płyta)
- We Belong (poz. 5 US)
- All Fired Up (poz. 19 US)